# Scopula turlini
Scopula turlini är en fjärilsart som beskrevs av Claude Herbulot 1978. Scopula turlini ingår i släktet Scopula och familjen mätare. Inga underarter finns listade.